# Komárov (okres Beroun)
Komárov (soms ter onderscheiding van andere plaatsen met dezelfde naam Komárov u Hořovic genoemd) is een Tsjechische vlek (městys) in de regio Midden-Bohemen, en maakt deel uit van het district Beroun. Komárov telt 2445 inwoners (2023).

## Geschiedenis
- 1263 – De eerste schriftelijke vermelding van Komárov.
- 1917 – De gemeente Komárov krijgt (voor de eerste keer) de status vlek van Karel I van Oostenrijk.
- 2006 – De gemeente Komárov krijgt (opnieuw) de status vlek.[1]